# اسکریوانک
اسکریوانک (انگلیسی: Skrivanek) شرکت نرم‌افزار در جمهوری چک است، که در سال ۱۹۹۴ تأسیس شد.